# 미국 국방부 교육처
미국 국방부 교육처(Department of Defense Education Activity (DoDEA))는 미국 국방부에서 미국 국내외 부대의 초중고 교육 활동 분야의 민사 행정을 담당하는 조직이다.